# Tycomarptes servilis
Tycomarptes servilis là một loài bướm đêm trong họ Noctuidae.